# La Dernière Cigarette de Victor Baltimore
La Dernière Cigarette de Victor Baltimore est une bande dessinée de Fred parue en réédition dans Fredissimo en 2000.

## Synopsis
L'histoire est celle d'un condamné à mort ayant pour dernière volonté de fumer une cigarette faisant le tour de la Terre. Le strip associe images de l'auteur et gravures anciennes, ce qui donne un cachet très particulier à cette bande dessinée.